# Oxygène
Oxygène (französisch für Sauerstoff) ist ein Instrumental-Album der elektronischen Musik, komponiert und produziert vom französischen Musiker Jean-Michel Jarre. Es wurde im Dezember 1976 in Frankreich veröffentlicht, im Juli 1977 dann weltweit. Oxygène brachte Jarre als drittes Studioalbum den Durchbruch und verkaufte sich bis zum Jahr 2021 weltweit rund 18 Millionen Mal. Besonderen Anklang fand das Stück Oxygène (Part IV), das, neben Part II, als Single ausgekoppelt wurde.

## Besonderheit
Jarre hatte zuvor bereits kleinere Erfolge mit einem Auftritt an der Pariser Oper und dem Soundtrack zum Film Die Löwin und ihr Jäger (Originaltitel: Les granges brûlées) sowie als Autor einiger Lieder für bekanntere Musiker erlangt. Jedoch stieß er auf große Probleme, ein Label für den Vertrieb seines neuen Werkes zu finden. Da es weder Gesang noch Schlagzeug gab und das erste Stück sogar von Rauschen eingeleitet wurde, sahen es viele Musiklabels als nicht vermarktbar an. Wie Jarre in späteren Interviews berichtete, sendeten manche Plattenfirmen das Demomaterial sogar als defekt zurück, da es mit Rauschen begann. Dies war allerdings ein gewolltes musikalisches Element, um das Grundrauschen des Aufnahmematerials zu kaschieren.
Das Covermotiv entstammt einem Werk des französischen Künstlers Michel Granger, welches kurz vor Veröffentlichung des Albums von Jarres damaliger Partnerin Charlotte Rampling entdeckt wurde.
Nach weiteren Studioalben folgte 1997 das thematisch ähnliche Oxygene 7–13. Zehn Jahre später spielte Jarre im Jahr 2007 das komplette Album zum 30. Jubiläum noch einmal neu ein und begab sich zudem auf eine größere Tournee mit dem Original-Equipment. Die neue Einspielung und eine Aufzeichnung der Konzertform – allerdings ohne Publikum, jedoch mit zusätzlichen musikalischen Inhalten – wurden unter dem Titel Oxygène: New Master Recording veröffentlicht. Zum 40. Jubiläum entschloss sich Jarre, ein drittes Album mit dem Titel Oxygene 3 zu kreieren und somit eine musikalische Trilogie zu erschaffen.

## Titelliste
- Geschrieben und arrangiert von Jean-Michel Jarre.

1. Oxygène (Part I) – 7:40
2. Oxygène (Part II) – 8:08
3. Oxygène (Part III) – 2:55
4. Oxygène (Part IV) – 4:14
5. Oxygène (Part V) – 10:23
6. Oxygène (Part VI) – 6:20

## Instrumente
- Vier analoge, monophone semimodulare Synthesizer
  - ARP 2600
  - Synthi AKS
  - EMS VCS 3
  - RMI Harmonic Synthesizer
- Eine elektronische Orgel von Farfisa
- Eminent 310, polyphone elektronische Orgel
- Mellotron
- Korg Minipops 7

Quelle: CD-Cover
| Professionelle Bewertung | Professionelle Bewertung |
| ------------------------ | ------------------------ |
| Quelle                   | Bewertung                |
| Allmusic                 | [ 6 ]                    |

## Wichtige Versionen
| Jahr | Ausgabeform | Medium | Land                    | Label                       | Katalognummer             | Bemerkung                              |
| ---- | ----------- | ------ | ----------------------- | --------------------------- | ------------------------- | -------------------------------------- |
| 1976 | Original    | LP     | Frankreich, Deutschland | Les Disques Motors, Polydor | 2933 207, 2344 068        | Erstausgabe                            |
| 1983 | Original    | CD     | Frankreich, Deutschland | Disques Dreifus, Polydor    | FDM CD-77000, 800 015-2   | Erste CD-Pressung                      |
| 1991 | Remastered  | CD     | Frankreich              | Disques Dreyfus             | 824 746-2                 | Serie 'Digitally Remastered'           |
| 1997 | Remastered  | CD     | Frankreich, Deutschland | Disques Dreyfus, EPIC       | FDM 36140-2, EPC 487375 2 | 96 kHz/24bit technology, by Scott Hull |
| 2014 | Remastered  | CD     | Europa                  | Sony Music                  | 88843024682               | by Dave Dadwater                       |

## Chartplatzierungen

### Album
| Jahr | Titel   | Höchstplatzierung, Gesamtwochen, AuszeichnungChartplatzierungen (Jahr, Titel, Platzierungen, Wochen, Auszeichnungen, Anmerkungen) | Höchstplatzierung, Gesamtwochen, AuszeichnungChartplatzierungen (Jahr, Titel, Platzierungen, Wochen, Auszeichnungen, Anmerkungen) | Höchstplatzierung, Gesamtwochen, AuszeichnungChartplatzierungen (Jahr, Titel, Platzierungen, Wochen, Auszeichnungen, Anmerkungen) | Höchstplatzierung, Gesamtwochen, AuszeichnungChartplatzierungen (Jahr, Titel, Platzierungen, Wochen, Auszeichnungen, Anmerkungen) | Höchstplatzierung, Gesamtwochen, AuszeichnungChartplatzierungen (Jahr, Titel, Platzierungen, Wochen, Auszeichnungen, Anmerkungen) | Anmerkungen                            |
| Jahr | Titel   | DE | AT | CH | UK | US | Anmerkungen                            |
| ---- | ------- | --- | --- | --- | --- | --- | -------------------------------------- |
| 1976 | Oxygène | DE8 (17 Wo.)DE | AT10 (16 Wo.)AT | CH85 (1 Wo.)CH | UK2 (24 Wo.)UK | US78 (19 Wo.)US | Erstveröffentlichung: 5. Dezember 1976 |

grau schraffiert: keine Chartdaten aus diesem Jahr verfügbar

### Singles
| Jahr | Titel          | Höchstplatzierung, Gesamtwochen, AuszeichnungChartplatzierungen (Jahr, Titel, , Platzierungen, Wochen, Auszeichnungen, Anmerkungen) | Höchstplatzierung, Gesamtwochen, AuszeichnungChartplatzierungen (Jahr, Titel, , Platzierungen, Wochen, Auszeichnungen, Anmerkungen) | Höchstplatzierung, Gesamtwochen, AuszeichnungChartplatzierungen (Jahr, Titel, , Platzierungen, Wochen, Auszeichnungen, Anmerkungen) | Höchstplatzierung, Gesamtwochen, AuszeichnungChartplatzierungen (Jahr, Titel, , Platzierungen, Wochen, Auszeichnungen, Anmerkungen) | Höchstplatzierung, Gesamtwochen, AuszeichnungChartplatzierungen (Jahr, Titel, , Platzierungen, Wochen, Auszeichnungen, Anmerkungen) | Anmerkungen                     |
| Jahr | Titel          | DE | AT | CH | UK | US | Anmerkungen                     |
| ---- | -------------- | --- | --- | --- | --- | --- | ------------------------------- |
| 1977 | Oxygène Part 4 | DE16 (20 Wo.)DE | — | — | UK4 (11 Wo.)UK | — | Erstveröffentlichung: Juli 1977 |

### Auszeichnungen für Musikverkäufe
| Land/Region                  | Auszeichnungen für Musikverkäufe (Land/Region, Auszeichnung, Verkäufe) | Verkäufe |
| ---------------------------- | ---------------------------------------------------------------------- | -------- |
| Deutschland (BVMI)           | Gold                                                                   | 250.000  |
| Frankreich (SNEP)            | Gold                                                                   | 100.000  |
| Kanada (MC)                  | Platin                                                                 | 100.000  |
| Neuseeland (RMNZ)            | 3× Platin                                                              | 60.000   |
| Polen (ZPAV)                 | Gold                                                                   | 10.000   |
| Vereinigtes Königreich (BPI) | Platin                                                                 | 600.000  |
| Insgesamt                    | 3× Gold · 5× Platin ·                                                  | 820.000  |

## Coverversionen
- Hank Marvin coverte Oxygène (Part IV) auf seinem 1993er Album Heartbeat.
- Vertigo coverte den Song 1997.
- Jean-Paul Barre coverte den Titel ebenfalls.
- Señor Coconut and his Orchestra coverten Oxygène (Part II) auf ihrem 2003er Album Fiesta Songs.

## Rezeption
Ein Auszug von Oxygène (Part II) diente zeitweise als Titelmusik der Science-Fiction-Serie Mondbasis Alpha 1. Dasselbe Motiv verwendete Norbert Schramm als Musik seiner Siegerkür bei den Eiskunstlauf-Europameisterschaften 1983.

## Auszeichnungen
- 1976 Grand Prix du Disque der Akademie Charles Cros für Oxygène.[15]

## Besetzung
- Jean-Michel Jarre – ARP 2600, VCS 3, Synthi AKS, RMI Harmonic Synthesizer, Farfisa Professional Orgel, Eminent 310 Unique, Mellotron und die Rhythmus-Maschine KORG Minipops 7.[16]